# Get Over You/Move This Mountain
«Get Over You» y «Move This Mountain» (en español: «Te olvidaré» y «Mover esta montaña») son dos canciones grabadas por la cantante de pop británica Sophie Ellis-Bextor. En la mayoría de los países, solamente «Get Over You» se lanzó como sencillo, pero, en el Reino Unido, Polydor lanzó ambas como doble lado A, el 10 de junio de 2002. «Get Over You» es parte de la reedición del álbum Read My Lips, mientras que «Move This Mountain» ya estaba en el lanzamiento del álbum original. 
En Reino Unido este lanzamiento llegó al n.º 3 del Singles Chart Charts (el tercer top 3 de Ellis-Bextor en su país). Internacionalmente, «Get Over You» se convirtió en un top 10 en Dinamarca, España, Australia y Nueva Zelanda. En los dos últimos países, la canción fue certificada como disco de platino y oro, respectivamente, y se ubicó en el número 19 en las listas de final de año de ambos países para 2002. En Europa, la canción alcanzó el top 20 en Finlandia, los Países Bajos, Noruega y Suiza y fue un éxito entre los 30 primeros en Francia, Alemania, Italia y Suecia. 

## Vídeo musical

### «Get Over You»
En este video se muestra a Ellis-Bextor como un maniquí con vestido de novia, con otros dos (un hombre y una mujer). Cuando el encargado de los maniquíes mueve a su novio, ella se entristece y comienza a cantar y a moverse como un robot. Se quita el vestido de novia, rompe el cristal, le da vida a muñecos de otras tiendas, para terminar bailando todas juntas y al final, quebrar el cristal de la pantalla. 

### «Move This Mountain»
El vídeo musical está compuesto completamente de escenas reflejadas, primero en blanco y negro, y luego en color. Fue dirigida por Sophie Muller. 
Ambos vídeos fueron incluidos en el álbum de vídeos de Ellis-Bextor, Watch My Lips. 

## Listado de pistas
| «Get Over You»/«Move This Mountain» (UK CD1) |                                   |                                                                                |          |  |
| N.º                                          | Título                            | Escritor(es)                                                                   | Duración |  |
| 1.                                           | «Get Over You» (Single Mix)       | Sophie Ellis-Bextor, Rob Davis, Henrik Korpi, Mathias Johansson, Nina Woodford | 3:18     |  |
| 2.                                           | «Move This Mountain» (Radio Edit) | Ellis-Bextor, Ben Hillier, Alex James                                          | 3:47     |  |
| 3.                                           | «Live It Up» (Acoustic Version)   | Ellis-Bextor                                                                   | 4:05     |  |
| 4.                                           | «Get Over You» (Video)            |                                                                                |          |  |
| 11:10                                        |                                   |                                                                                |          |  |

| «Get Over You»/«Move This Mountain» (UK CD2) |                                      |                                                                                |          |  |
| N.º                                          | Título                               | Escritor(es)                                                                   | Duración |  |
| 1.                                           | «Get Over You» (Single Mix)          | Sophie Ellis-Bextor, Rob Davis, Henrik Korpi, Mathias Johansson, Nina Woodford | 3:18     |  |
| 2.                                           | «Get Over You» (Max Reich Vocal Mix) | Ellis-Bextor, Davis, Korpi, Johansson, Woodford                                | 7:51     |  |
| 3.                                           | «Move This Mountain» (Video)         |                                                                                |          |  |
| 11:10                                        |                                      |                                                                                |          |  |

| «Get Over You»/«Move This Mountain» (UK Cassette) |                                               |                                                                                |          |  |
| N.º                                               | Título                                        | Escritor(es)                                                                   | Duración |  |
| 1.                                                | «Get Over You» (Single Mix)                   | Sophie Ellis-Bextor, Rob Davis, Henrik Korpi, Mathias Johansson, Nina Woodford | 3:18     |  |
| 2.                                                | «Move This Mountain» (Radio Edit)             | Ellis-Bextor, Ben Hillier, Alex James                                          | 3:47     |  |
| 3.                                                | «Everything Falls Into Place» (Busface Remix) | Ellis-Bextor, Andy Boyd, Ross Newell                                           | 7:51     |  |
| 14:56                                             |                                               |                                                                                |          |  |

Todas las canciones escritas y compuestas por Sophie Ellis-Bextor, Rob Davis, Henrik Korpi, Mathias Johansson, Nina Woodford. 
| «Get Over You» (12") |                                        |          |  |
| N.º                  | Título                                 | Duración |  |
| 1.                   | «Get Over You» (Single Mix)            | 3:19     |  |
| 2.                   | «Get Over You» (Almighty Pop'D Up Mix) | 7:18     |  |
| 3.                   | «Get Over You» (Groove Collision Mix)  | 6:49     |  |
| 4.                   | «Get Over You» (Max Reich Vocal Mix)   | 7:51     |  |
| 25:17                |                                        |          |  |

Todas las canciones escritas y compuestas por Sophie Ellis-Bextor, Rob Davis, Henrik Korpi, Mathias Johansson, Nina Woodford, excepto cuando se indique lo contrario. 
| «Get Over You» (Australia CD) |                                                      |                                       |          |  |
| N.º                           | Título                                               | Escritor(es)                          | Duración |  |
| 1.                            | «Get Over You» (Single Mix)                          |                                       | 3:19     |  |
| 2.                            | «Move This Mountain» (Radio Edit)                    | Ellis-Bextor, Ben Hillier, Alex James | 3:47     |  |
| 3.                            | «Live It Up» (Acoustic Version)                      | Ellis-Bextor                          | 4:05     |  |
| 4.                            | «Get Over You» (Max Reich Vocal Mix)                 |                                       | 7:51     |  |
| 5.                            | «Murder on the Dancefloor» (Jewels & Stone Mix Edit) | Gregg Alexander, Ellis-Bextor         | 4:52     |  |
| 6.                            | «Get Over You» (Video)                               |                                       |          |  |
| 7.                            | «Move This Mountain» (Video)                         |                                       |          |  |
| 23:53                         |                                                      |                                       |          |  |

Todas las canciones escritas y compuestas por Sophie Ellis-Bextor, Rob Davis, Henrik Korpi, Mathias Johansson, Nina Woodford. 
| «Get Over You» (Francia Promo Mixes) |                                                         |          |  |
| N.º                                  | Título                                                  | Duración |  |
| 1.                                   | «Get Over You» (Single Mix)                             | 3:15     |  |
| 2.                                   | «Get Over You» (Extended Mix By Guéna LG & RLS)         | 4:45     |  |
| 3.                                   | «Get Over You» (Ultra House Remix By Guéna LG & RLS)    | 6:49     |  |
| 4.                                   | «Get Over You» (Mr Know-It-All Remix By Guéna LG & RLS) | 6:54     |  |
| 5.                                   | «Get Over You» (Groove Collision Mix)                   | 6:48     |  |
| 6.                                   | «Get Over You» (Almighty Pop'D Up Mix)                  | 7:18     |  |
| 7.                                   | «Get Over You» (Max Reich Vocal Mix)                    | 7:51     |  |
| 8.                                   | «Get Over You» (Max Reich Dub Mix)                      | 8:34     |  |
| 51:14                                |                                                         |          |  |

## Listas de éxitos
Todas las entradas se muestran como «Get Over You», excepto donde se indique. 
| Lista (2002)                                                               | Puesto más alto |
| -------------------------------------------------------------------------- | --------------- |
| Alemania (Offizielle Deutsche Charts)                                      | 28              |
| Australia (ARIA)                                                           | 4               |
| Austria (Ö3 Austria Top 40)                                                | 35              |
| Bélgica (Flandes) (Ultratip Bubbling Under)                                | 3               |
| Bélgica (Valonia) (Ultratop 50)                                            | 36              |
| Dinamarca (Tracklisten)                                                    | 5               |
| Escocia (Scottish Singles Sales Chart) "Get Over You"/"Move This Mountain" | 6               |
| España (Top 100 Canciones)                                                 | 8               |
| Europa (Eurochart Hot 100)                                                 | 15              |
| Finlandia (OFC)                                                            | 16              |
| Francia (SNEP)                                                             | 23              |
| Hungría (Rádiós Top 40)                                                    | 12              |
| Irlanda (IRMA)                                                             | 11              |
| Italia (FIMI)                                                              | 21              |
| Nueva Zelanda (Recorded Music NZ)                                          | 3               |
| Noruega (VG-lista)                                                         | 15              |
| Países Bajos (Dutch Top 40)                                                | 4               |
| Países Bajos (Mega Single Top 100)                                         | 13              |
| Reino Unido (UK Singles Chart) "Get Over You"/"Move This Mountain"         | 3               |
| Rumania (Romanian Top 100)                                                 | 7               |
| Suecia (Sverigetopplistan)                                                 | 27              |
| Suiza (Schweizer Hitparade)                                                | 15              |

| Lista (2002)                                     | Posición |
| ------------------------------------------------ | -------- |
| Australia (ARIA)                                 | 19       |
| Australia Australia Dance (ARIA)                 | 5        |
| Nueva Zelanda (Recorded Music NZ)                | 19       |
| Reino Unido UK Singles (Official Charts Company) | 89       |

## Certificaciones
| Región | Certificación | Unidades certificadas / Ventas |
| --- | ------------- | ------------------------------ |
| Australia (ARIA) | Platino       | 70,000 a                       |
| Nueva Zelanda(RMNZ) | Oro           | 5,000 *                        |
| * Cifras de ventas basadas solo en la certificación. a Las cifras de los envíos se basan únicamente en la certificación |               |                                |